# Echinargus gyas
Echinargus gyas är en fjärilsart som beskrevs av Edwards 1871. Echinargus gyas ingår i släktet Echinargus och familjen juvelvingar. Inga underarter finns listade i Catalogue of Life.